# Alan King Tennis Classic 1982
L'Alan King Tennis Classic 1982 è stato un torneo di tennis giocato sul cemento. È stata l'11ª edizione dell'Alan King Tennis Classic, che fa parte del Volvo Grand Prix 1982. Si è giocato a Las Vegas negli USA, dal 19 al 25 aprile 1982.

## Campioni

### Singolare
Jimmy Connors ha battuto in finale  Gene Mayer che si è ritirato sul punteggio di 5–2

### Doppio
Sherwood Stewart /  Ferdi Taygan hanno battuto in finale  Carlos Kirmayr /  Van Winitsky con il punteggio di 7–6, 6–4